# Катастрофа Ту-134 под Софией
Катастрофа Ту-134 под Софией — авиационная катастрофа, произошедшая 10 января 1984 года в аэропорту Софии с самолётом Ту-134А авиакомпании Балкан, в результате которой погибли 50 человек.

## Самолёт
Ту-134А с бортовым номером LZ-TUR (заводской — 4352308, серийный — 23-08) был выпущен Харьковским авиазаводом в 1974 году и в мае передан болгарской авиакомпании Балкан. Пассажировместимость его салона составляла 72 места.

## Катастрофа
Самолёт выполнял пассажирский рейс из Берлина в Софию. На его борту находились 5 членов экипажа, командиром (КВС) которого был Кирил Велинов, и 45 пассажиров. Также в последний момент в кабину зашёл проверяющий из Государственной авиационной инспекции (болг. Държавната въздухоплавателна инспекция (ДВИ)), который освободил второго пилота и сам занял его место. В целом полёт до Софии прошёл без отклонений.
На подходе к аэропорту Софии авиалайнер попал в снежную бурю. Командир решил было уходить на запасной аэродром, но в 19:30 между командиром и проверяющим состоялся следующий диалог, который был зафиксирован бортовым самописцем:

— Командир, вы должны выполнить посадку вслепую, по приборам
!
— В такую бурю, дождь и гром?

— Опускайте шторки и выполняйте!

— Вы сумасшедший, товарищ проверяющий — мы же всех погубим!
Оригинальный текст (болг.)
— Командире, заповядвам ви да изпълните сляпо кацане, само по уреди

— При тази буря, дъжд и гръмотевици?

— Спусни пердетата и изпълнявай!

— Вие луд ли сте, другарю проверяващ — ще се пребием всички!

Командир пытался отговорить проверяющего, но тот был непреклонен и командир подчинился. При заходе на посадку самолёт оказался всего в 80—100 метрах от земли. В 19:35 (по другим данным в 19:38) авиалайнер зацепил крылом провода ЛЭП, потерял скорость и врезался в землю в 4,2 километрах от торца ВПП и, промчавшись по земле, загорелся. Прибывшие к месту катастрофы аварийные службы стали тушить пожар, но делали это порошком, а не пеной. Позже в лёгких многих погибших был обнаружен этот самый порошок, что свидетельствовало о промедлении аварийных служб со спасением людей.
В катастрофе погибли все 50 человек на борту. На 2013 год по числу жертв эта авиакатастрофа занимает третье место в Болгарии.

## Причины
Расследующая происшествие комиссия возложила вину на погибший экипаж. Тем не менее, в авиакомпании были проведены массовые увольнения и в течение всего одних суток были уволены восемь с половиной сотен сотрудников.